# Olsynium scirpoideum
Olsynium scirpoideum är en irisväxtart som först beskrevs av Eduard Friedrich Poeppig, och fick sitt nu gällande namn av Peter Goldblatt. Olsynium scirpoideum ingår i släktet Olsynium och familjen irisväxter.

## Underarter
Arten delas in i följande underarter:
- O. s. leucanthum
- O. s. luridum
- O. s. scirpeum
- O. s. scirpoideum

## Bildgalleri

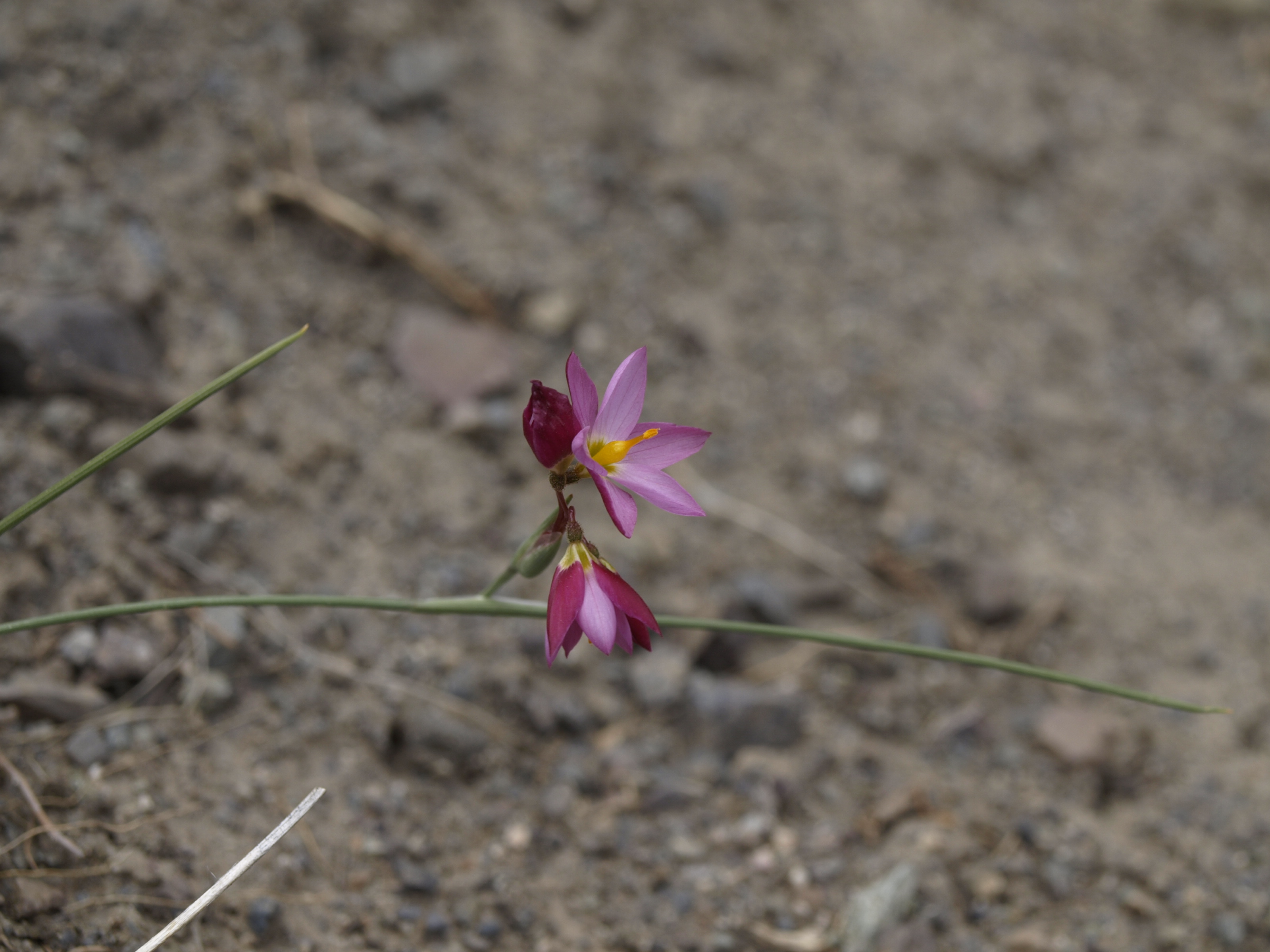